# Одитинг (сциентология)
О́дитингът е основна практика в сциентологията. Съставлява информационна комуникация между един клиент („преклир“) със сциентоложкия консултант/съветник („одитор“), в рамките на "точно определени/стандартизирани" процедури.
В процеса на одитинг, одиторът цели получаването на отговори на стандартизирани въпроси, които да обслужат преклира по стриктно проверен начин. Подложения на одитинг трябва да разбира смисъла на въпросите, за да може процедурата да протече бързо и гладко. Одитингът зависи от изпълване на обстоятелството, че и двете страни трябва да знаят и разбират какво се случва на практика.
Съгласно политиката на Сциентоложката църква, одиторът е обучен „да не оценява“ всяка информация предназначена за докладване на преклира, като същевременно и не трябва да дава съвети и тълкувания на одитирания, както и не бива да пренебрегва отговори или да ги отхвърля. При провеждането на одитинг е изрично забранено използването на психологически способи и техники за получаване на информация, например хипноза и т.н.